# Hong Kong Central Harbourfront Circuit
Der Hong Kong Central Harbourfront Circuit (chinesisch 香港中環海濱賽道 / 香港中环海滨赛道) ist ein temporärer Stadtkurs für Rennen der FIA-Formel-E-Meisterschaft in Hongkong mit einer Länge von 1,86 km.

## Geschichte
Am 9. Oktober 2016 fand im Rahmen der Saison 2016/17 erstmals ein Rennen auf dieser Strecke statt.
Vor dem Hongkong E-Prix 2017 wurde die Streckenführung leicht modifiziert, die aus Kurve drei und Kurve vier bestehende Schikane wurde zur Verringerung der Fahrzeug-Geschwindigkeiten enger gestaltet.
2019 fand am 10. März das dritte und vorläufig letzte Rennen auf dem Kurs statt. Für die Folgesaison änderte die FIA aufgrund einer höheren erwarteten Teilnehmerzahl die Streckenkriterien und verlangte eine Streckenlänge von 2,2 km. Eine vierte Veranstaltung wurde aufgrund der Proteste in Hongkong 2019/2020 und der folgenden weltweiten COVID-19-Pandemie abgesagt. 
Im März 2023 wurde Hong Kong als Austragungsort der Finalläufe der World Rallycross WM bekannt gegeben. Dazu wurde ein 1,225 km langer Straßenkurs an der Central Harbourfront entworfen, wobei Teile der ehemaligen Formel-E-Strecke eingebunden wurden. Die Schotterabschnitte wurden auf dem Central Harbourfront Event Space angelegt.

## Streckenbeschreibung
Der Kurs führt über öffentliche Straßen im Stadtviertel Central in unmittelbarer Nähe des Two International Finance Centre und des Victoria Harbour. Er verläuft im Uhrzeigersinn und besteht aus zehn Kurven. Die Strecke besteht nicht nur aus asphaltierten Straßen, sie führt auch zum Teil über betonierte Oberflächen. Die Strecke führte dabei über folgende Straßen:
- Man Kwong Street – 民光街
- Man Cheung Street – 民祥街
- Man Yiu Street – 民耀街
- Lung Wo Road – 龍和道
- Yiu Sing Street – 耀星街